# Vittorio Montalti
Vittorio Montalti (Roma, 12 luglio 1984) è un musicista e compositore italiano.

## Biografia
Inizia lo studio del pianoforte all'età di 12 anni, per poi entrare nel Conservatorio Santa Cecilia di Roma, dove si diploma nel 2007; si dedica quindi allo studio della composizione, diplomandosi nel 2012 con Alessandro Solbiati al Conservatorio di Milano. Successivamente si perfeziona con Ivan Fedele all’Accademia Nazionale di Santa Cecilia e intraprende lo studio della musica elettronica all’IRCAM di Parigi.
Inizia l'attività di compositore lavorando per diverse realtà musicali e culturali quali l’Istituto Italiano di Cultura di Parigi nel 2013, l’American Academy in Rome nel 2014, la Civitella Ranieri Foundation nel 2017 e il Divertimento Ensemble nel 2018. Nello stesso anno diventa compositore stabile per la fondazione La Società dei Concerti di Milano, in occasione della stagione 2018/2019.
Sempre nel 2018 è diventato socio dell’associazione italiana per la promozione della musica contemporanea Nuova Consonanza.
Oltre all'attività di compositore, ha insegnato teoria dell’armonia e analisi al conservatorio “Carlo Gesualdo da Venosa” di Potenza.
La musica scritta fino al 2017 è edita dalle Edizioni Suvini Zerboni - SugarMusic S.p.A.
Dal 2018 i suoi lavori sono pubblicati da Casa Ricordi - Universal Music Publishing.

## Profilo artistico
Esordisce nel 2010 alla 54ª edizione del Festival Internazionale di Musica Contemporanea alla Biennale di Venezia, dove gli viene assegnato il Leone d’Argento per la creatività. Tre anni dopo, nel giugno 2013, per la stagione dell’Ircam Manifeste a Parigi presenta “Tentative d’epuisement". L'opera presenta lo sperimentarsi di elementi musicali eterogei e tra loro indipendenti che si susseguono tra loro.
Nell'ottobre 2013, alla Biennale di Venezia, presenta la sua prima opera da camera “L’arte e la maniera di affrontare il proprio capo per chiedergli un aumento”, su libretto scritto da Giuliano Compagno e tratto da un testo di George Perec del 1968.
A questa prima esperienza di teatro musicale fanno seguito altre 3 opere, commissionate e messe in scena con diverse produzioni, scritte sempre in collaborazione con lo scrittore Giuliano Compagno: “Ehi Giò - Vivere e sentire del grande Rossini”, “Le leggi della stupidità umana”, tratto dal saggio di Carlo M. Cipolla e “Un romano a Marte”, liberamente tratto dal lavoro del 1954 "Un marziano Roma" di Ennio Flaiano.
Il teatro musicale di Montalti si basa su ironia e leggerezza; il suo è un tipo di teatro astratto, distante dalle sonorità del naturalismo e dalla struttura tradizionale. Gli ultimi lavori sono infatti tutti caratterizzati da uno schema ordinato e meticoloso che porta ad uno sviluppo musicale/narrativo di tipo ricorsivo e non lineare; l'intenzione del compositore è quella di suscitare nello spettatore contrastanti stati d’animo.
La caratteristica di Montalti risiede nel creare composizioni in cui la ripetizione, la sintesi e le brevi evoluzioni si fondono in maniera equilibrata in una partitura che si sviluppa in “un grande meccanismo che non guarda al minimalismo (spesso associato ad alcuni compositori e a linguaggi armonici), ma piuttosto al piccolo e al particolare…”.
Montalti rispetta la tradizione senza esserne ostaggio, “… un musicista dinamico e curioso, devoto alla sperimentazione di George Aperghis, attentissimo a scegliersi sempre ogni volta intercessori di qualità come Perec e Rossini, Carlo Maria Cipolla e Ennio Flaiano e in grado di costellare di un’ironia sottile la sua scrittura sofisticata.”

## Opere
| Anno              | Titolo                                                                                            | Committente                                          | Pubblicato da            |
| OPERA             | OPERA                                                                                             | OPERA                                                | OPERA                    |
| ----------------- | ------------------------------------------------------------------------------------------------- | ---------------------------------------------------- | ------------------------ |
| 2019              | Un Romano a Marte (Ennio e gli altri)                                                             | Teatro dell’Opera di Roma                            | Casa Ricordi             |
| 2019              | Le leggi fondamentali della stupidità umana (opera quasi intelligente)                            | Fondazione del Teatro del Maggio Musicale Fiorentino | Casa Ricordi             |
| 2018              | Ehi Gio’ – Vivere e sentire del grande Rossini (versione definitiva)                              | Fondazione del Teatro del Maggio Musicale Fiorentino | Edizioni Suvini Zerboni  |
| 2016              | Ehi Gio’ – Vivere e sentire del grande Rossini                                                    | Teatro Lirico di Spoleto                             | Edizioni Suvini Zerboni  |
| 2016              | L’arte e la maniera di affrontare il proprio capo per chiedergli un aumento (versione definitiva) | Festival Aperto / I Teatri di Reggio Emilia          | Edizioni Suvini Zerboni  |
| 2013              | L’arte e la maniera di affrontare il proprio capo per chiedergli un aumento                       | La Biennale di Venezia (2013)                        | Edizioni Suvini Zerboni  |
| ORCHESTRA         |                                                                                                   |                                                      |                          |
| 2013              | Unnamed Machineries                                                                               | Teatro La Fenice                                     | Edizioni Suvini Zerboni  |
| 2012              | In acque profonde                                                                                 |                                                      | Edizioni Suvini Zerboni  |
| 2011              | Untitled                                                                                          |                                                      | Edizioni Suvini Zerboni  |
| 2010              | Dittico                                                                                           | La Biennale di Venezia (2010)                        | Edizioni Suvini Zerboni  |
| 2005              | Studio                                                                                            | RomaTreOrchestra                                     |                          |
| MUSICA DA CAMERA  |                                                                                                   |                                                      |                          |
| 2019              | The Image Maze                                                                                    | La Società dei Concerti di Milano                    | Casa Ricordi             |
| 2013              | Happy Aleph!                                                                                      |                                                      | Edizioni Suvini Zerboni  |
| 2013              | Passacaglia (version with piano)                                                                  |                                                      | Edizioni Suvini Zerboni  |
| 2013              | Ce qui se passe quand…                                                                            |                                                      | Edizioni Suvini Zerboni  |
| 2012              | Cinque studi sulla dinamica della luce                                                            |                                                      | Edizioni Suvini Zerboni  |
| 2011              | Prayer                                                                                            |                                                      | Edizioni Suvini Zerboni  |
| 2011              | Notturno Breve                                                                                    |                                                      | Edizioni Suvini Zerboni  |
| 2011              | Les toits de Paris                                                                                | Divertimento Ensemble                                | Edizioni Suvini Zerboni  |
| 2011              | Tre Schizzi per la Radio                                                                          |                                                      | Edizioni Suvini Zerboni  |
| 2009              | Nu descendant un escalie                                                                          |                                                      | Edizioni Suvini Zerboni  |
| 2009              | Il giardino dei sentieri che si biforcano                                                         | Festival Pontino (2009)                              |                          |
| 2008              | Passacaglia                                                                                       |                                                      | Edizioni Suvini Zerboni  |
| 2007              | Night Drive                                                                                       |                                                      |                          |
| 2006              | Inside my head                                                                                    |                                                      |                          |
| 2005              | Fantaso                                                                                           |                                                      |                          |
| SOLO MUSIC        |                                                                                                   |                                                      |                          |
| 2018              | Solo                                                                                              |                                                      | Casa Ricordi             |
| 2014              | Little Puzzle                                                                                     | Teatro La Fenice                                     | Edizioni Suvini Zerboni  |
| 2014              | Berceuse                                                                                          |                                                      | Edizioni Suvini Zerboni  |
| 2011              | Don’t shoot the piano players                                                                     |                                                      | Edizioni Suvini Zerboni  |
| 2011              | Bagatella                                                                                         |                                                      | Edizioni Suvini Zerboni  |
| 2011              | Ghiribizzo                                                                                        |                                                      | Edizioni Suvini Zerboni  |
| 2009              | Etude II                                                                                          |                                                      | Bèrben Edizioni Musicali |
| 2009              | Taureau                                                                                           |                                                      | Edizioni Suvini Zerboni  |
| 2008              | Etude                                                                                             |                                                      |                          |
| 2004              | Variazioni                                                                                        |                                                      |                          |
| VOCAL MUSIC       |                                                                                                   |                                                      |                          |
| 2017              | Tuttattorno                                                                                       |                                                      |                          |
| 2015              | Bestiaire Remix                                                                                   |                                                      | Edizioni Suvini Zerboni  |
| 2014              | Incertitude                                                                                       |                                                      | Edizioni Suvini Zerboni  |
| 2011              | Farewell                                                                                          | Bergamo Musica Festival                              | Edizioni Suvini Zerboni  |
| 2011              | Bestiaire II                                                                                      |                                                      | Edizioni Suvini Zerboni  |
| 2010              | Bestiaire                                                                                         |                                                      | Edizioni Suvini Zerboni  |
| 2009              | Caricatura                                                                                        |                                                      |                          |
| 2009              | Divagazione nuda                                                                                  |                                                      |                          |
| ELECTRONIC MUSIC  |                                                                                                   |                                                      |                          |
| 2019              | Mr. Maybe                                                                                         |                                                      |                          |
| 2018              | Sotterraneo                                                                                       | Divertimento Ensamble                                | Casa Ricordi             |
| 2016              | Untitled II                                                                                       | La Biennale di Venezia                               | Edizioni Suvini Zerboni  |
| 2015              | Abandoned Places                                                                                  |                                                      | Edizioni Suvini Zerboni  |
| 2013              | Tentative d'Épuissement                                                                           |                                                      | Edizioni Suvini Zerboni  |
| 2012              | Labyrinthes                                                                                       |                                                      | Edizioni Suvini Zerboni  |
| 2012              | Macchina Crudele                                                                                  |                                                      | Edizioni Suvini Zerboni  |
| 2011              | L'isola di Patmos                                                                                 |                                                      | Edizioni Suvini Zerboni  |
| TRASCRIZIONI      |                                                                                                   |                                                      |                          |
| 2016              | Diffractions n° 4                                                                                 | Teatro Regio di Parma (Festival Verdi)               | Edizioni Suvini Zerboni  |
| 2010              | Diffractions n° 3                                                                                 |                                                      | Edizioni Suvini Zerboni  |
| 2010              | Diffractions n° 2                                                                                 |                                                      | Edizioni Suvini Zerboni  |
| 2010              | Diffractions n° 1                                                                                 |                                                      | Edizioni Suvini Zerboni  |
| LIVE PERFORMANCES |                                                                                                   |                                                      |                          |
| 2015              | Vous êtes trop sérieux                                                                            |                                                      | Edizioni Suvini Zerboni  |
| DANCE             |                                                                                                   |                                                      |                          |
| 2015              | Tell me a story                                                                                   | Accademia Filarmonica Romana                         | Edizioni Suvini Zerboni  |
| 2015              | Remix                                                                                             |                                                      | Edizioni Suvini Zerboni  |
| 2015              | Electronic Interludes                                                                             |                                                      |                          |
| IMPROVISATIONS    |                                                                                                   |                                                      |                          |
| 2014              | Fuori d'ogni umana coniettura                                                                     | KlangBox                                             |                          |
| 2009              | Evolution                                                                                         | La Biennale di Venezia                               |                          |

## Premi e riconoscimenti
Nel 2010, nell’ambito de La Biennale di Venezia – 54º Festival Internazionale di Musica Contemporanea, gli è stato conferito il Leone d’Argento per la Creatività.
Nel 2016 gli è stato assegnato il premio "Una Vita nella Musica" dal Gran Teatro La Fenice di Venezia .